# Абдул Мбайе
Абдул Мбайе е сенегалски банкер и политик, министър-председател на Сенегал от 3 април 2012 г. Издигнат е на този пост от встъпилия в длъжност президент Маки Сал в качеството му на технократ и безпартиен политик. Роден е през 1953 г.